# Liste der Biografien/Smith, F
Liste der Biografien |
Portal Biografien |
F Personensuche
# |
A |
B |
C |
D |
E |
F |
G |
H |
I |
J |
K |
L |
M |
N |
O |
P |
Q |
R |
S |
T |
U |
V |
W |
X |
Y |
Z |
?
 
Sa |
Sb |
Sc |
Sd |
Se |
Sf |
Sg |
Sh |
Si |
Sj |
Sk |
Sl |
Sm |
Sn |
So |
Sp |
Sq |
Sr |
Ss |
St |
Su |
Sv |
Sw |
Sy |
Sz
 
Sma |
Smb |
Sme |
Smi |
Smj |
Smo |
Smr |
Smu |
Smy
 
Smia |
Smic |
Smid |
Smie |
Smig |
Smij |
Smik |
Smil |
Smir |
Smis |
Smit
 
Smita |
Smite |
Smith |
Smitk |
Smitr |
Smits |
Smitt
 
Smith, A |
Smith, B |
Smith, C |
Smith, D |
Smith, E |
Smith, F |
Smith, G |
Smith, H |
Smith, I |
Smith, J |
Smith, K |
Smith, L |
Smith, M |
Smith, N |
Smith, O |
Smith, P |
Smith, Q |
Smith, R |
Smith, S |
Smith, T |
Smith, U |
Smith, V |
Smith, W |
Smith, Y |
Smith, Z |
Smith? |
Smitha |
Smithe |
Smithi |
Smiths |
Smithw |
Smithy
Die Liste der Biografien führt alle Personen auf, die in der deutschsprachigen Wikipedia einen Artikel haben. Dieses ist eine Teilliste mit 29 Einträgen von Personen, deren Namen mit den Buchstaben „Smith, F“ beginnt.

## Smith, F
- Smith, F. Percy (1880–1945), britischer Naturforscher, Fotograf und früher Pionier des Naturfilms

### Smith, Fa
- Smith, Fanny (* 1992), Schweizer Freestyle-Skisportlerin

### Smith, Fe
- Smith, Felisa A. (* 1958), US-amerikanische Biologin, Paläoökologin, Ökologin und Hochschullehrerin

### Smith, Fi
- Smith, Fiamma (* 1962), guatemaltekische Skirennläuferin

### Smith, Fl
- Smith, Fletcher (1913–1993), US-amerikanischer Rhythm-&-Blues- und Jazzpianist
- Smith, Florentina da Conceição Pereira Martins (* 1958), osttimoresische Politikerin
- Smith, Floyd (1917–1982), US-amerikanischer Jazzgitarrist und Komponist

### Smith, Fo
- Smith, Forrest (1886–1962), US-amerikanischer Politiker
- Smith, Forrie J. (* 1959), US-amerikanischer Schauspieler

### Smith, Fr
- Smith, Francesca (* 1985), US-amerikanische Schauspielerin und Synchronsprecherin
- Smith, Francis Henry (1868–1936), neuseeländischer Politiker der Reform Party
- Smith, Francis Ormand Jonathan (1806–1876), US-amerikanischer Politiker
- Smith, Francis Pettit (1808–1874), britischer Erfinder
- Smith, Francis R. (1911–1982), US-amerikanischer Politiker
- Smith, Frank (1932–1999), US-amerikanischer Jazzmusiker (Piano)
- Smith, Frank E. (1918–1997), US-amerikanischer Politiker und Abgeordneter
- Smith, Frank L. (1867–1950), US-amerikanischer Politiker
- Smith, Frank Owens (1859–1924), US-amerikanischer Politiker
- Smith, Freddie (* 1988), US-amerikanischer Schauspieler
- Smith, Frederic H., Jr. (1908–1980), US-amerikanischer Pilot, General, Vize-Stabschef der US-Luftwaffe
- Smith, Frederick (1805–1879), britischer Entomologe
- Smith, Frederick Cleveland (1884–1956), US-amerikanischer Politiker
- Smith, Frederick Edward (1920–2012), US-amerikanischer Zoologe und Ökologe
- Smith, Frederick Edwin, 1. Earl of Birkenhead (1872–1930), britischer Politiker (Conservative Party), Mitglied des House of Commons und Jurist
- Smith, Frederick M. (1874–1946), zweiter Präsident der Gemeinschaft Christi
- Smith, Frederick W. (1944–2025), US-amerikanischer Unternehmer (FedEx)Frederick W. Smith (1944–2025)

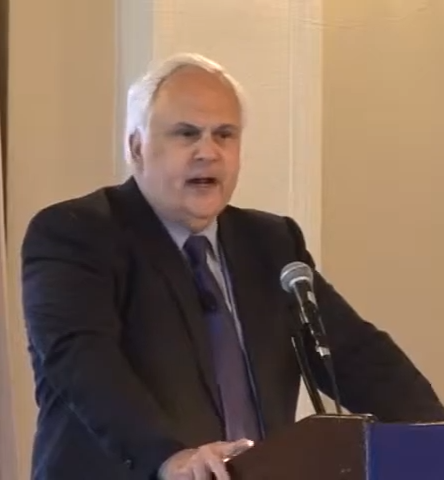
Frederick W. Smith (1944–2025)

- Smith, Frederick, 2. Earl of Birkenhead (1907–1975), britischer Historiker
- Smith, Frederick, 3. Earl of Birkenhead (1936–1985), britischer Schriftsteller und Peer
- Smith, Frithjof, deutscher Zinkist und Hochschullehrer an der Schola Cantorum Basiliensis